# Universidad Nacional Autónoma de Nicaragua, León
La Universidad Nacional Autónoma de Nicaragua, León (UNAN-León) es la universidad más antigua de Nicaragua fue fundada en 1812 en la ciudad de León, cabecera del departamento homónimo. Es la última de las universidades fundadas por España durante el virreinato en América. 
Actualmente debido a que un Decreto de la Junta de Gobierno de Reconstrucción Nacional (JGRN) en 1982 se elevó a universidad los recintos ubicados en Managua creándose la UNAN-Managua, quien usa la misma bandera de franjas horizontales rojo, amarillo y azul junto con el mismo escudo, de la Universidad de Origen, Universidad Nacional Autónoma de Nicaragua, León. (UNAN-León Bicentenaria)

## Antecedentes

### Seminario
La primera institución de enseñanza media era el «Seminario Tridentino "San Ramón Nonato"» de León en 1680. En 1752 fue reconstruido después de haber sido incendiado por los piratas ingleses en 1685 cuando estos asaltaron León; allí había un rector, maestro de gramática, de moral y latín. Se educaban 8 colegiales, quienes después de haber pasado por el Seminario debían ir a Guatemala para recibir las órdenes menores y si querían obtener los grados de bachiller, licenciado o doctor debían de permanecer allá varios años. Este estado de cosas preocupaba a algunos hombres distinguidos de la provincia.

### Universidad
A inicios del siglo XIX el padre Rafael Agustín Ayestas, rector del Seminario, inició las gestiones para la fundación de una universidad. En 1812 el rey Fernando VII de España expidió el decreto creador de la "Universidad de León", que comenzó a funcionar 4 años después en 1816 con cátedras de teología, canónico y civil, filosofía, gramática y medicina, siendo obispo de la Diócesis de Nicaragua y Costa Rica Fray Nicolás García Jerez, dominico originario de Murcia. Su sede era la del Seminario San Ramón frente al costado sur de la Catedral de León, contiguo al Palacio Episcopal; años más tarde se pasó al antiguo Convento de La Merced en 1899, donde hasta hoy se encuentra su sede central llamada el Paraninfo, el cual alberga la Rectoría, Vicerrectoría y la biblioteca central de la UNAN-León.

## Elevación a Universidad Nacional
El 27 de marzo de 1947 fue elevada a Universidad Nacional por el Presidente de Nicaragua, General Anastasio Somoza García mediante el Decreto Ejecutivo N.º 446, autorizado por su Ministro de Educación Pública, Doctor Mariano Valle Quintero. El 16 de abril de 1955 Somoza García firmó el siguiente Decreto Ejecutivo N.º 10 que reglamentó el escudo, la bandera, la insignia y el anillo universitario de la Universidad Nacional de Nicaragua, que se publicó en La Gaceta, Diario Oficial, N.º 92 del 28 del mismo mes y año.
En 1953 empezó el movimiento de la Autonomía Universitaria que culminó el 25 de marzo de 1958 con la firma del Decreto No 38, “Decreto de la Autonomía Universitaria”, por el Ingeniero Luis Somoza Debayle, Presidente de la República, y por el Doctor René Schick Gutiérrez su Ministro de Educación Pública y futuro Presidente de 1963-1966; tal Decreto fue publicado en La Gaceta N.º 73 del 28 del mismo mes y año. Se llamó desde ese momento Universidad Nacional Autónoma de Nicaragua (UNAN) y era su rector desde el año anterior (1957) el Doctor Mariano Fiallos Gil, quien murió en 1964 y lo sucedió el Doctor Carlos Tünnerman Bernheim, hijo del compositor Carlos Tünnerman López y ahijado de Somoza García, que en 1974 fue sucedido por Mariano Fiallos Oyanguren.

## Masacre del 23 de julio de 1959
El 23 de julio de 1959 se realiza una marcha de protesta por la Masacre de Chaparral (el 22 de junio) y a la vez exigiendo a la Guardia Nacional (GN) la liberación de varios estudiantes detenidos. La marcha es convocada por los estudiantes universitarios pero contó también con participación de estudiantes de secundaria, sobre de todo del Instituto Nacional de Occidente INO. Al estar pacíficamente sentados los estudiantes en la avenida Oeste de la actual Alcaldía Municipal un batallón de la Guardia Nacional dirigido por el Mayor Anastasio Ortiz Ramírez ataca a los estudiantes, disparando sus rifles semiautomáticos M1 Garand estadounidenses, dejando en total 4 muertos y 43 heridos; los 4 fallecidos fueron: José Rubí, Mauricio Martínez, Sergio Saldaña y Erick Ramírez. En su honor existe una cancha en la calle de la masacre con el nombre de «23 de julio» con un mural representando los hechos ocurridos.
Son sobrevivientes de la masacre distintas personalidades del país como Sergio Ramírez Mercado, Alejandro Serrano Caldera, Joaquín Solís Piura y la Doctora Vilma Núñez de Escorcia.

## División de la UNAN
El Decreto N.º 1036 de la JGRN, del 29 de abril de 1982, publicado en La Gaceta N.º 105 del 6 de mayo de ese año, elevó a universidad los recintos de la UNAN ubicados en Managua capital de Nicaragua, creándose así la UNAN-Managua.

## Personalidades que estudiaron en diferentes períodos
- Rafael Francisco Osejo (1790-1848), educador nicaragüense de ascendencia indígena sutiaba, reconocido maestro de la astronomía costarricense.
- José Trinidad Reyes (1797-1855), presbítero hondureño, fundador del primer centro de estudios superiores de Honduras.
- Juan Bautista Sacasa (1874-1946), Decano de la Facultad de Medicina de 1909-1919 y posterior Presidente de la República de 1933-1936.
- Leonardo Argüello Barreto (1875-1947), médico, diputado del Partido Liberal Nacionalista (PLN) y Presidente de la República del 1 al 26 de mayo de 1947.
- René Schick Gutiérrez (1909-1966), abogado, Presidente de la República de 1963-1966.
- Arnoldo Alemán (1946-), abogado, Presidente de la República de 1997-2002.
- Mariano Fiallos Gil (1907-1964), Rector de la Autonomía de la UNAN de 1957-1964.
- Sergio Ramírez (1942-), novelista y Vicepresidente de la República de 1985-1990.
- Salomón Ibarra Mayorga (1890-1985), poeta y autor de la letra del Himno Nacional "Salve a ti".
- Manuel Maldonado Pastrana (1864-1945), médico, poeta y autor de la letra del Himno al Árbol.
- Carlos Fonseca Amador (1936-1976), fundador del FSLN.
- Nicolás Buitrago Matus (1890-1985), abogado, antropólogo y juez.

## Galería de la Ciudad Universitaria

Galería fotográficas de sitios históricos y emblemáticos de la Bicentenaria Universidad Nacional Autónoma de Nicaragua, Léon.
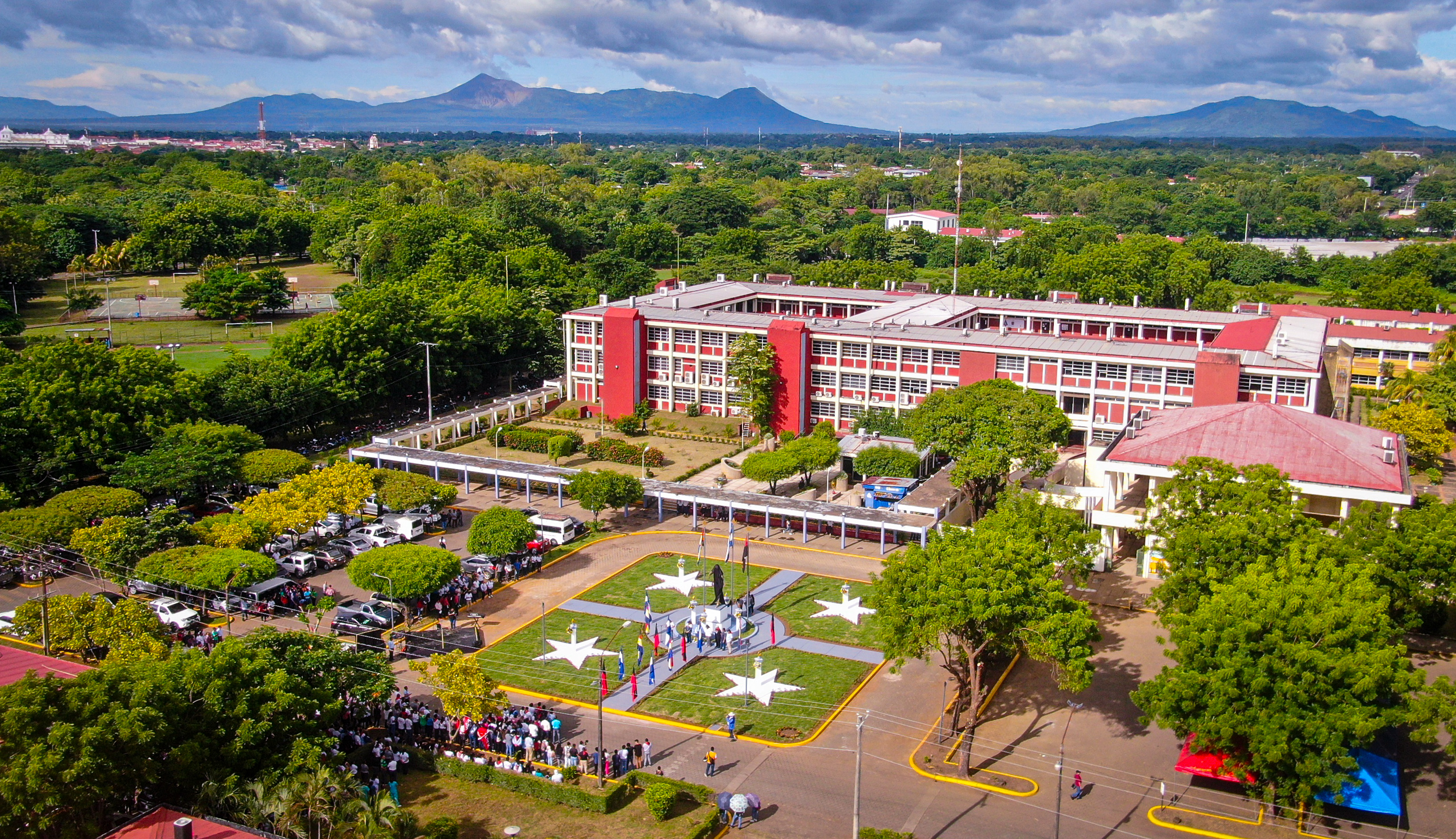
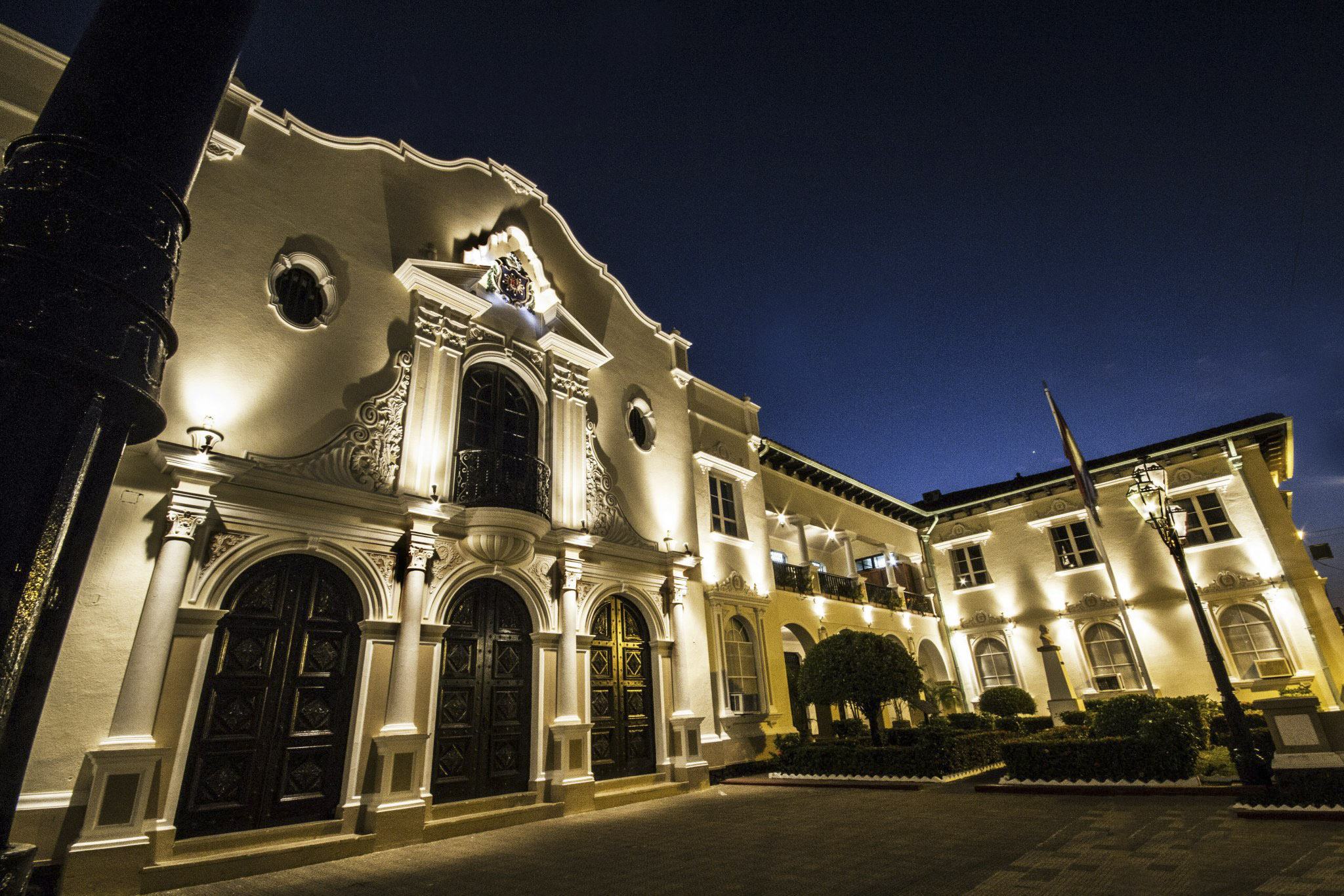
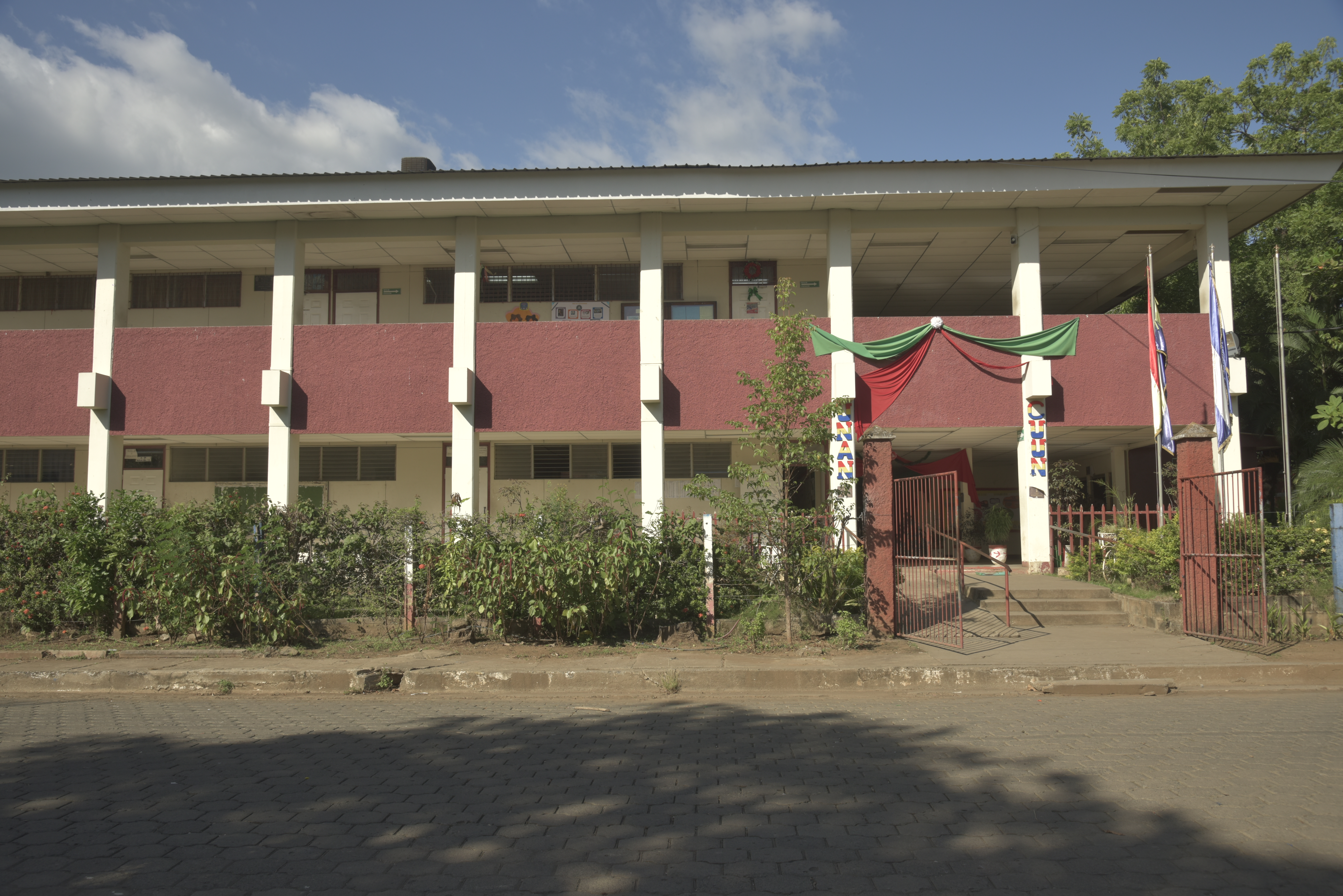
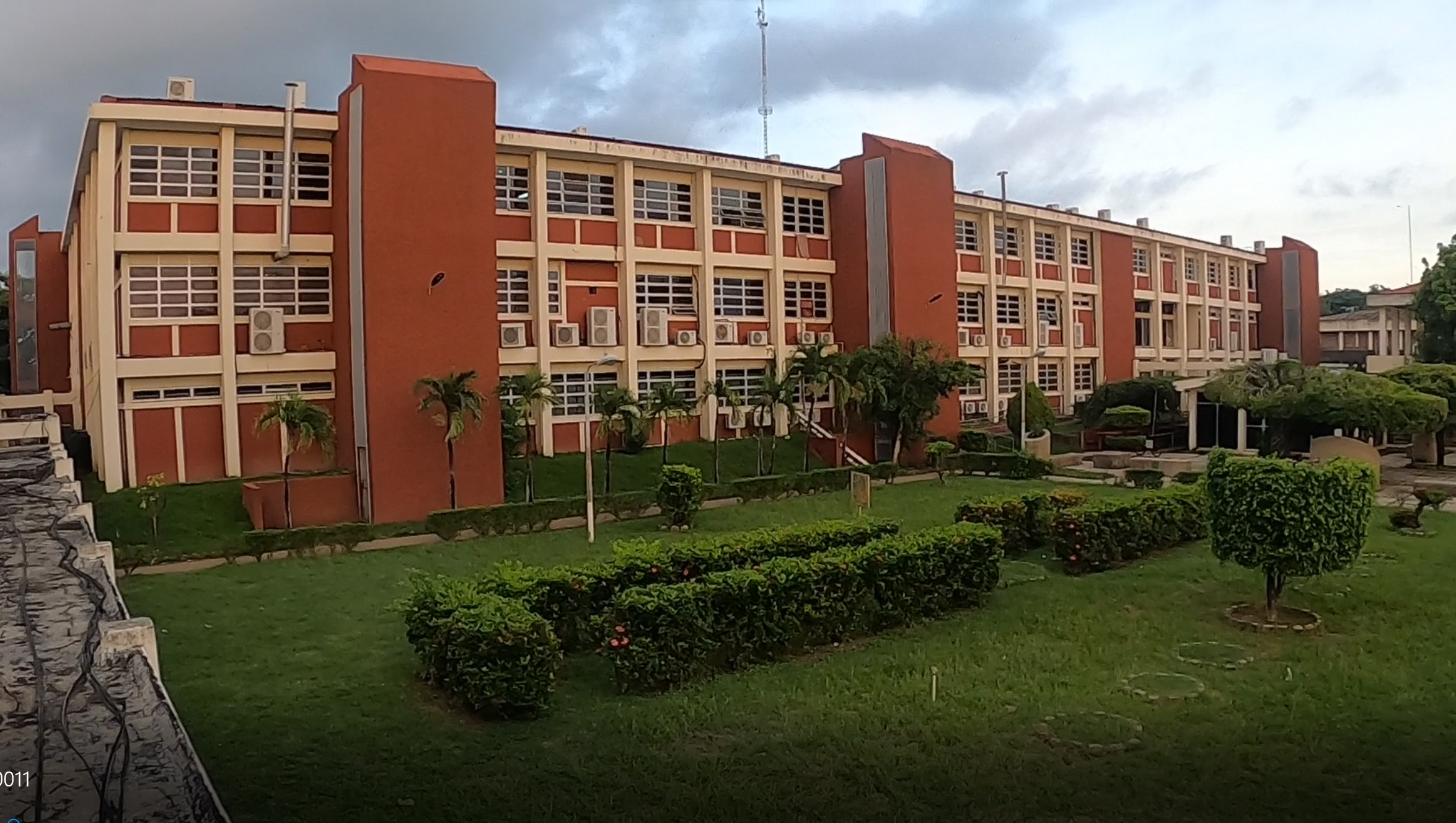
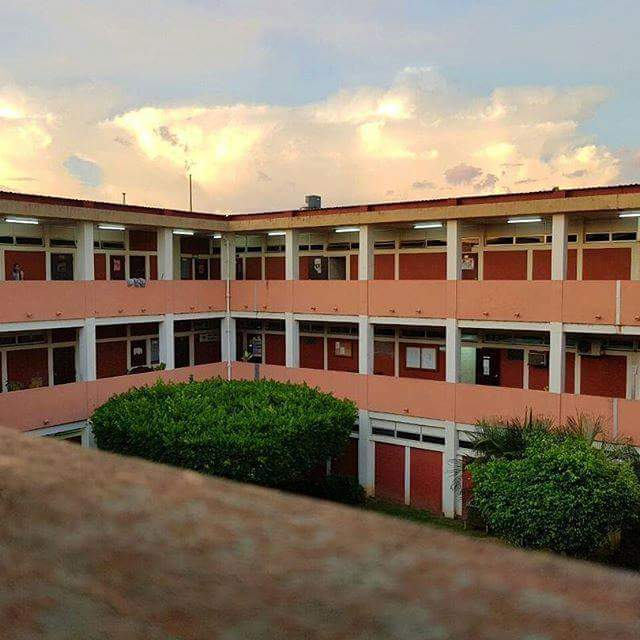
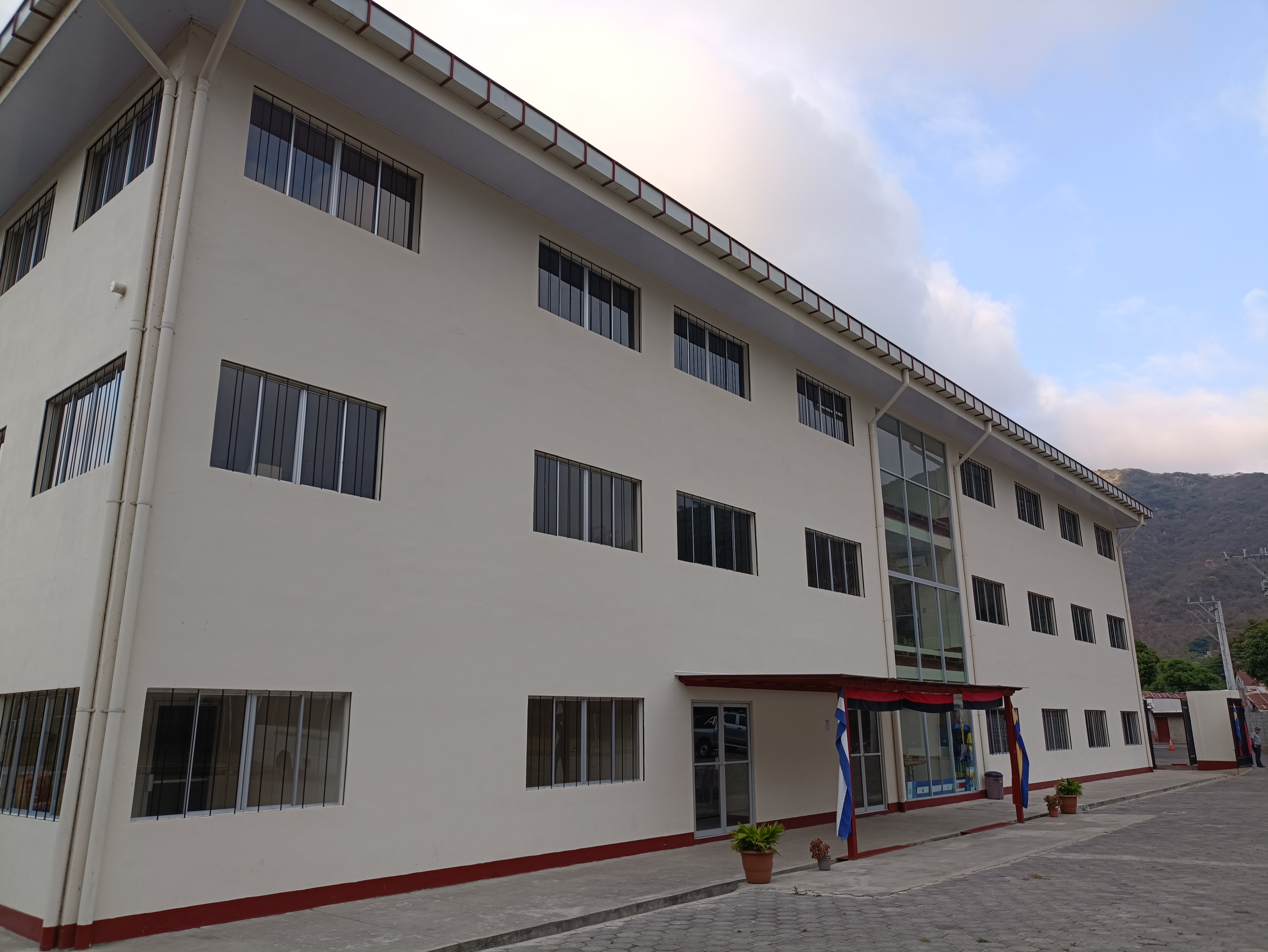
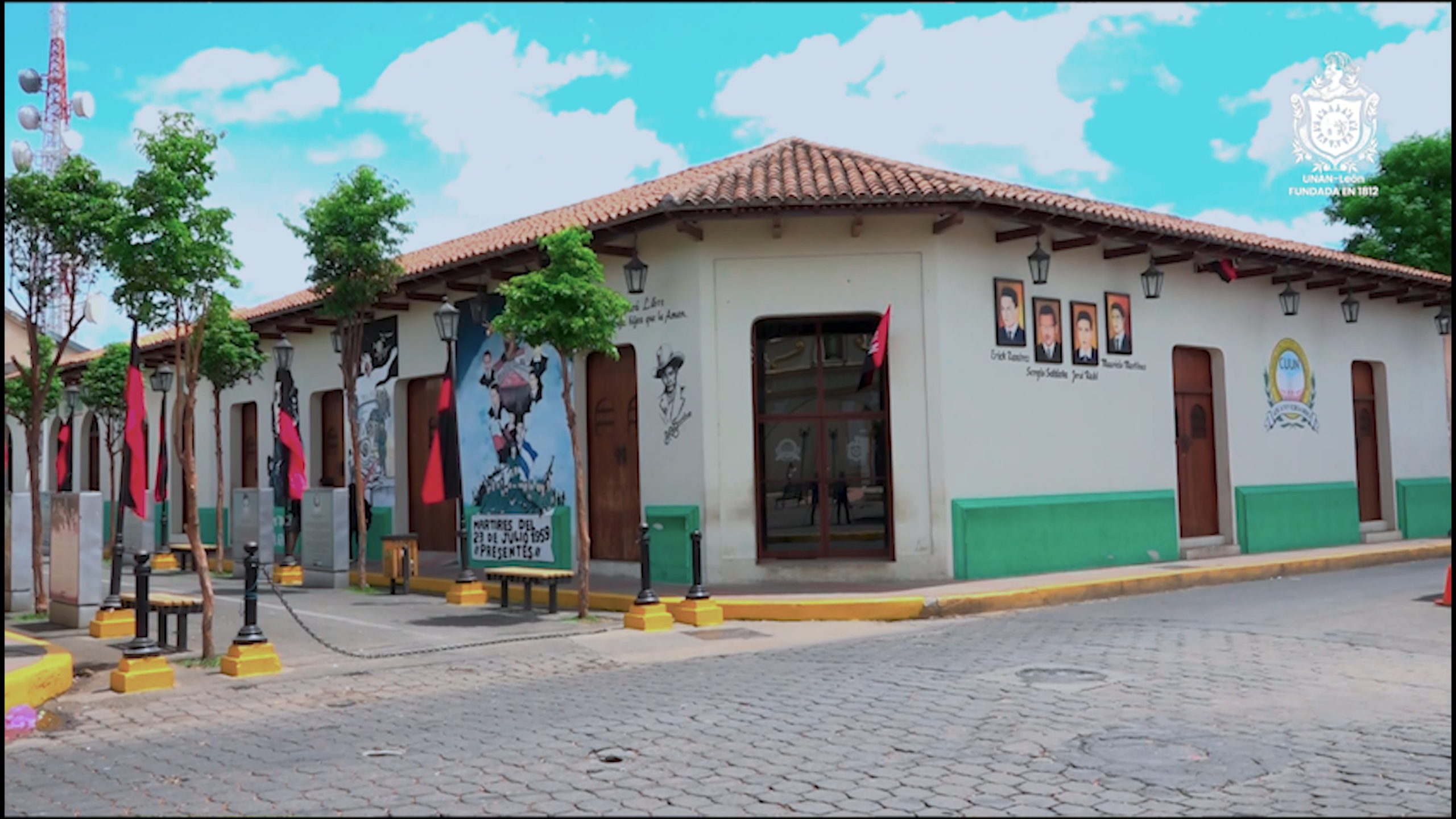
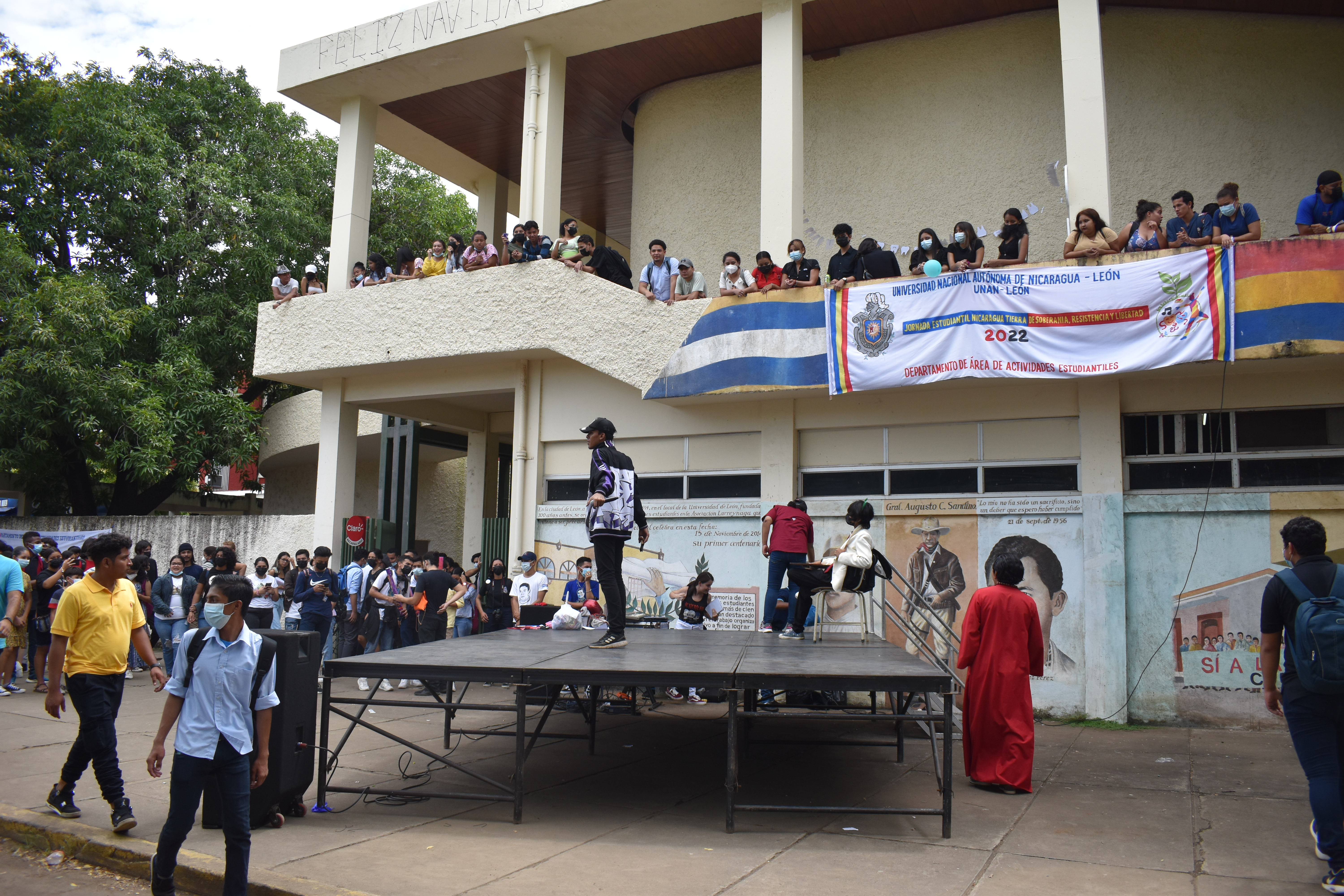

## Últimos años
A partir de 1995 se inicia un proceso de reforma universitaria que condujo a la elaboración del Proyecto Educativo de la UNAN-León considerando la redefinición de la Misión institucional, de los principios y valores institucionales; el diseño de nuevos planes de estudio enfocados en la pertinencia social de los mismos, en las metodologías activas y constructivista del aprendizaje, la práctica profesional, la consejería a los estudiantes, las experiencias no cognoscitivas y comunitarias, la integración de la docencia-investigación-extensión, para la formación integral y humanista de los estudiantes, fundamentada en los avances científicos y tecnológicos, la conciencia social, el desarrollo de la democracia, respeto a los derechos humanos, la ética y la moral.

## Nuestros Símbolos

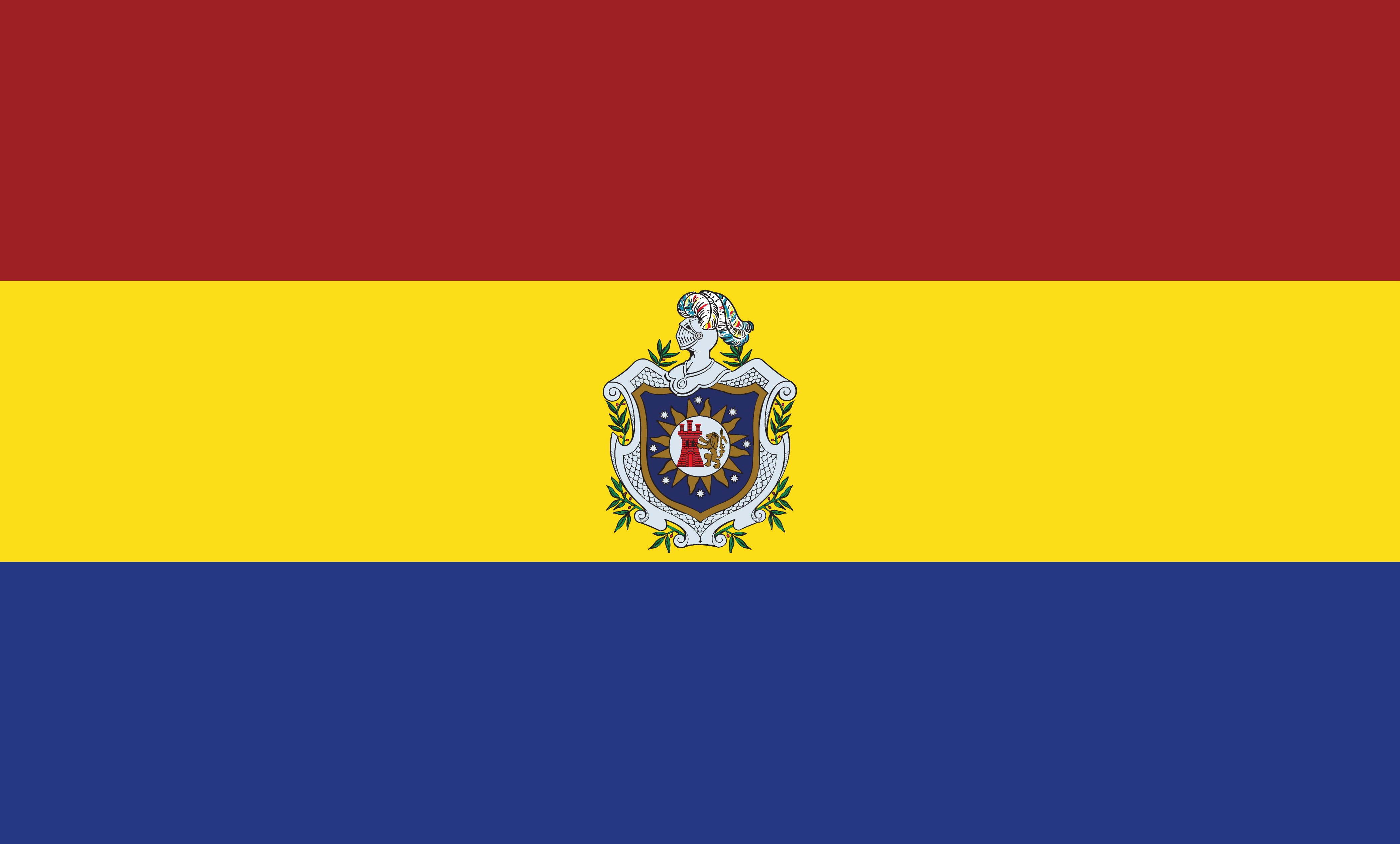

### La Bandera
La Bandera es un emblema de la Universidad.
Posee la forma de un rectángulo, consta de tres franjas iguales y horizontales. Los colores de estas franjas son los principales de esta alma mater: 
- Amarillo, la del centro;
- Roja, la superior
- Azul, la inferior. El Escudo se coloca al centro de la franja amarilla.

### El Escudo
El Escudo es un blasón heráldico construido por dos metales, el oro y la plata, y cuatro colores: el gules o rojo, el azur o azul, el sinople o verde y el sable o negro.
Nos dice, que el poder, riqueza, sabiduría, nobleza, luz, son de oro.
- Plata es pureza, obediencia, firmeza, vigilancia, elocuencia.
- Rojo canta la victoria, la alteza, la audacia.
- El ardid; que el azul símbolo es de la justicia, verdad, caridad, hermosura, lealtad.
- Verde es esperanza, es fe, es amistad, es respeto; y, que el negro llora la tristeza, el dolor y sublimiza la prudencia y la honestidad.

En la parte inferior del Escudo se coloca la abreviación del nombre de la Universidad, “UNAN - León”. 